# Denkmalgeschützte Objekte im Okres Malacky

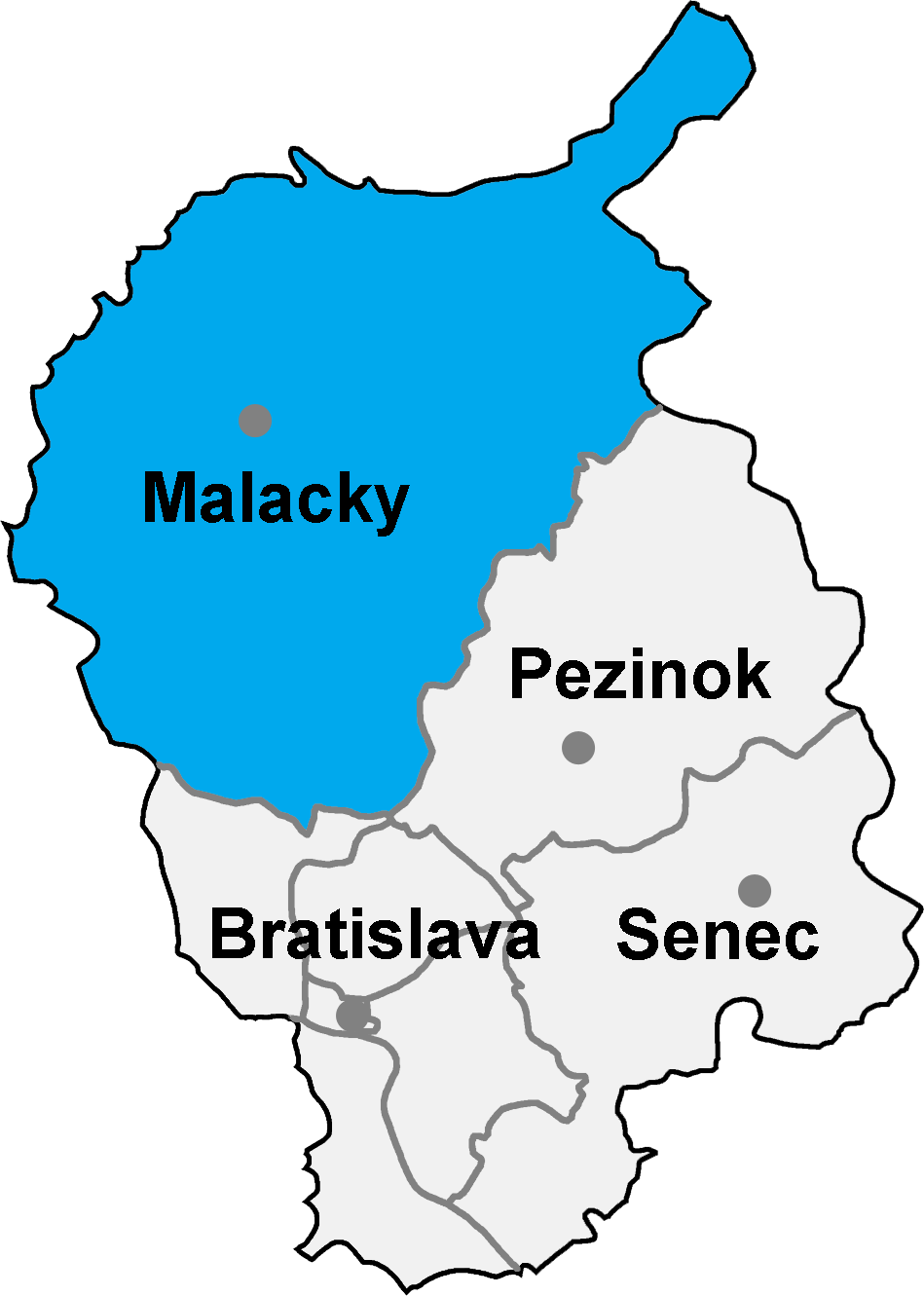

Im Okres Malacky bestehen 131 denkmalgeschützte Objekte. Die unten angeführte Liste führt zu den Gemeindelisten und gibt die Anzahl der Objekte an. In Gemeinden, die nicht verlinkt sind, existieren keine geschützten Objekte.
| Gemeindeliste                                | Objektanzahl |
| -------------------------------------------- | ------------ |
| Borinka (Ballenstein)                        | 3            |
| Gajary (Gayring)                             | 0            |
| Jablonové (Apfelsbach)                       | 1            |
| Jakubov (Jakobsdorf)                         | 2            |
| Kostolište (Kirchenplatz)                    | 3            |
| Kuchyňa (Kuchel)                             | 1            |
| Láb (Laab)                                   | 1            |
| Lozorno (Losorn)                             | 0            |
| Malacky (Malatzka)                           | 24           |
| Malé Leváre (Kleinschützen)                  | 1            |
| Marianka (Mariental)                         | 16           |
| Pernek (Bäreneck)                            | 0            |
| Plavecké Podhradie (Blasenstein)             | 3            |
| Plavecký Mikuláš (Blasenstein-Sankt-Niklaus) | 3            |
| Plavecký Štvrtok (Zankendorf)                | 1            |
| Rohožník (Rohrbach)                          | 2            |
| Sološnica (Breitenbrunn)                     | 2            |
| Studienka (Hausbrunn)                        | 0            |
| Stupava (Stampfen)                           | 23           |
| Suchohrad (Dimburg) \|                       | 0            |
| Veľké Leváre (Großschützen)                  | 44           |
| Vysoká pri Morave (Hochstetten)              | 1            |
| Záhorie (Militärbezirk)                      | 0            |
| Záhorská Ves (Ungeraiden)                    | 0            |
| Závod                                        | 1            |
| Zohor (Sachern)                              | 0            |